# Reginald Punnett
Reginald Crundall Punnett (20 de junho de 1875, Tonbridge - 3 de janeiro de 1967, Somerset) foi um biólogo e geneticista britânico criador de um diagrama cujo usa seu nome, chamado de Quadro de Punnett, uma ferramenta que os biólogos ainda usam para prever possíveis tipos de genótipos e fenótipos.

## Sua Vida
Formado pela Universidade de Cambridge, Punnett começou sua pesquisa profissional com estudos estruturais de vermes marinhos. Mais tarde, seu interesse se voltou para a genética, e depois veio estudar zoologia na Universidade de Cambridge (1902-1905). Através de seu contato com William Bateson, Punnett veio apoiar as teorias de Gregor Mendel, o fundador da genética moderna. Posteriormente, ele escreveu um livro: Mendelismo (1905), o primeiro livro sobre o assunto.

Um exemplo de Quadro de Punnett.